# Científico de la información
Un científico de la información o informatólogo es un científico cuya área de investigación son las ciencias de la información. Su campo de actuación es amplio e interdisciplinar, donde se incluyen ramas del saber como la información, la documentación científica, la informática, la lingüística, las ciencias cognitivas, la bibliometría, o estudios sociales relativos a la producción de información y documentación, como puedan ser la economía o la legislación. Su aparición se produce después de la Segunda Guerra Mundial.
El término científico de la información (del inglés information scientist) fue propuesto por Brian Vickery en el Instituto de Ciencias de la Información (IIS) de Londres en 1958. No debe confundirse con otros semejantes como infónomo o informacionista, ya que estos últimos se refieren a profesionales de la información, es decir, a bibliotecarios o documentalistas especializados o documentalistas científicos.

## Científicos de la información importantes
- Henri La Fontaine
- Paul Otlet
- Vannevar Bush
- Suzanne Briet
- Warren Weaver
- Hans Peter Luhn
- Alexander Mikhailov
- Cyril Cleverdon
- Claude Shannon
- Brian Vickery
- Mortimer Taube
- Robert Taylor
- Calvin Mooers
- Derek John de Solla Price
- Eugene Garfield
- Emilia Currás
- Gerard Salton
- Pauline Atherton
- Tefko Saracevic
- Frederick Lancaster
- Karen Spärck Jones
- Henry Small
- Peter Ingwersen
- Marcia Bates

## Enlaces
- Information scientists

- Datos: Q1265807